# Burtinle
Burtinle (o Bur Tinle) è un centro abitato della Somalia, situato nella regione del Nogal.